# Нестерварка
Несте́рварка — село в Україні, у Тульчинській міській громаді Тульчинського району Вінницької області. Населення становить 2479 осіб.

## Історія
У пізньому середньовіччі, в 1410-1430 роках, село згадується у документах Подільського князівства під назвою Нестеровці (Нестерівці). Перейменування в Нестерварку ймовірно відбулось на початку XVII сторіччя і пов'язане з перебуванням у власності Калиновських, які перейменували певні місцевості на Поділлі на угорський кшталт.
У документі Львівського маґістрату від 3 липня 1648 року місто Тульчин має назву Нестервар (Нестервар, у перекладі з угорської — Нестер (Дністер) і — вар (замок/місто).) Тобто, місто Тульчин виникло фактично на території колишнього перемістя Нестерварки.
Під стінами фортеці Нестервар у 1648 році, у період національно-визвольної боротьби українського народу проти шляхетських поневолювачів, схрещували свої шаблі селянсько-козацькі загони Івана Ганжі та полковника Максима Кривоноса, а пізніше Семена Палія.
1796 року під час літніх навчань з солдатами за наказом Олександра Суворова тут спорудили учбове укріплення «Пражка». 1882 року селяни зруйнували греблю біля млина, що належав орендареві.
7 (20) листопада 1917 року, відповідно до Третього Універсалу Української Центральної Ради, увійшло до складу Української Народної Республіки.
12 червня 2020 року, відповідно до розпорядження Кабінету Міністрів України № 707-р «Про визначення адміністративних центрів та затвердження територій територіальних громад Вінницької області», село увійшло до складу Тульчинської міської громади.
19 липня 2020 року, в результаті адміністративно-територіальної реформи та ліквідації Тульчинського району (1923—2020), село увійшло до складу новоутвореного Тульчинського району.

## Населення

### Мова
Розподіл населення за рідною мовою за даними перепису 2001 року:
| Мова            | Кількість | Відсоток |
| --------------- | --------- | -------- |
| українська      | 2396      | 96.65%   |
| російська       | 53        | 2.14%    |
| ромська         | 22        | 0.89%    |
| румунська       | 4         | 0.16%    |
| білоруська      | 1         | 0.04%    |
| інші/не вказали | 3         | 0.12%    |
| Усього          | 2479      | 100%     |

## Пам'ятки
- Суворівська криниця — гідрологічна пам'ятка природи місцевого значення.
- Алея вікових лип — ботанічна пам'ятка природи місцевого значення.
- Пам'ятник воїнам, полеглим у боротьбі проти німецько-фашистських загарбників.